# XF86Config
XF86Config는 XFree86이라는 X 프로그램을 구동하기 위한 설정파일이다.
섹션과 서브섹션으로 정렬되는 플레인 텍스트 파일이다. 중요한 섹션으로는 Files, InputDevice, Monitor, Modes, Screen, Device, ServerLayout이 있다.
Sections 섹션은 어떠한 순서에라도 올 수 있고 종류별로 하나 이상의 섹션이 있을 수 있는데 이를테면 한 대 이상의 모니터가 있을 경우 비디오 프로젝터와 노트북의 온보드 LCD로 이야기할 수 있다.
Monitor 섹션은 물리 표시 장치를 위한 것이며 Screen 섹션은 논리 디스플레이를 위한 것이므로 동일한 콘텐츠나 완전히 다른 정보를 표시하는 두 개의 모니터를 가질 수 있다.
Device 섹션의 "SWCursor" 옵션은 이를테면 마우스 포인터가 외부 모니터에 미러링되는지 제외되는지를 통제한다.
유닉스 계열 운영 체제에서 이 파일은 /etc/x11에서, 로그 파일은 /var/log에서 볼 수 있으며 이름은 보통 XFree86.0.log로 되어 있다. 과거 명칭의 경우 XFree86.0.log.old이다.
이 파일을 부적절하게 편집할 경우 완전히 검은색 또는 부적절한 화면이 표시되거나 특히 CRT일 경우 모니터에 손상을 입힐 수 있다. 사용자는 X를 구성할 때 콘솔 모드(예: 텍스트 모드)를 통해 시스템을 조작하는 것이 좋은데, X의 경우 잘못된 구성으로 인해 시작에 실패할 수 있기 때문이다.